# ビオチン
ビオチン（英: biotin）は、ビタミンB群に分類される水溶性ビタミンの一種で、ビタミンB7（英: vitamin B7）とも呼ばれるが、欠乏症を起こすことが稀なため、単にビオチンと呼ばれることも多い。栄養素のひとつ。古い呼称でビタミンH、補酵素R。

## 小史
1927年、酵母の成長促進させる成分をボアズ (Boas) が発見し、ビオス (bios) と命名、1936年、オランダのケーグル（F. Kögl）により卵黄中から単離された。
1931年、ジェルジ (P. György) が、皮膚との関連から、皮膚を意味するドイツ語 Haut にちなんでビタミンHと命名。また、生体内において果たす役割から補酵素Rと呼ばれることもある。
また、古くには、マウスを用いた動物実験において、生卵白の大量投与によって皮膚に生じる炎症を防止する因子として報告された。

## 性質
ビオチンは、光、酸、アルカリに対して安定だが、熱に対しては不安定である。水溶性なので有機溶剤には溶けない。食品加工によって一部損失する。

## 生化学
ビオチンは、すべての生物種に必須の栄養素だが、生合成できるのは一部の微生物やカビ、植物だけである。
食物中のビオチンは、ビオシチン（ビオチニルリジン）やビオチニルペプチドなどタンパク質と結合した状態でビオチニダーゼによって遊離型となって利用され、サプリメントに含まれるビオチンは元から遊離型であり吸収されやすい。遊離型となったビオチンは小腸で吸収され、さらにホロカルボキシラーゼと合成酵素によって、カルボキシラーゼの補酵素となる。
カルボキシル基転移酵素(carboxylase)の補酵素として働く。特にビオチンを補酵素として持つ酵素の一群をビオチン酵素(biotin enzyme)と呼ぶ。
この中には糖代謝に関与するピルビン酸カルボキシラーゼ、脂肪酸合成に関与するアセチルCoAカルボキシラーゼや、アミノ酸や脂肪酸代謝に関与するプロピオニルCoAカルボキシラーゼ、アミノ酸の一種ロイシンの代謝に関与する3-メチルクロトニルCoAカルボキシラーゼなどが含まれる。。

### 応用
生卵白中のアビジン（後述）は、ビオチンに非常に強く結合するため、標的分子にビオチンを結合して目印とし、これをアビジンで検出する方法が用いられている。血液検査で用いられる。そのため大量摂取している場合、実際には異常がないのに誤診されることがある（後述）。
ビオチンの栄養状態を計測する指標として血清ビオチン濃度があるが、軽度のビオチン欠乏には感度が鈍いため別の指標が考えられている。

## 摂取量
ビオチンは、哺乳類には生合成できないビタミンである。腸内細菌によるビオチンの合成だけでは必要量に満たないとされており食品からの摂取が必要になるが、様々な食品に含まれるため、通常の食生活では欠乏症は起こらない。抗生物質の長期服用は、理論的には食事からのビオチン必要量を増加させる。
- 日本の摂取基準（2015年）は、成人男女共に1日の50μg[4]。

多く含む食材にはレバー、豆類、卵黄、酵母など。西洋では、毎日食事から35-70μgを摂取していると考えられる。
日本では2014年以降、ビオチンを添加できる食品は、母乳代替食品や保健機能食品のみとなる。以前は、2003年から栄養機能食品のみに認可されており、乳児のビオチン欠乏症が後を絶たず法改正が行われた。栄養機能食品では、上限500μg、皮膚や粘膜の健康維持のための栄養素だと表示できる。

### 欠乏症
卵白障害とも呼ぶが、生卵白の大量摂取によってビオチン欠乏症を生じることがある。ビオチンが生卵白中のアビジンと強く結合して吸収が阻害されるためである。加熱した卵白は問題を起こさない。1日あたり10個以上の生卵を食用し続けると卵白障害に陥る可能性があるとされる。
長期の抗てんかん薬（例えばカルバマゼピンやフェノバルビタールやバルプロ酸）の使用や、血液透析も原因となる。肝硬変のような重度の肝障害でも、ビオチニダーゼの活性が低下し欠乏が起こることがある。また長期の静脈栄養（点滴）や、ビオチン含有の少ない、乳児用の治療用の特殊ミルクの使用も原因となる。
ビオチン欠乏症の症状は以下。
- 乾燥鱗片様の皮膚炎、結膜炎、脱毛、舌炎、皮膚の感染症[4]。
- 眼、口、鼻、生殖器周辺での鱗屑性皮疹[6]。
- 筋肉痛、運動失調、知覚過敏、痙攣[4]。
- 食欲不振、うつ症状、吐き気、悪心[4]。
- アシドーシス、尿への有機酸排泄[4]。

ビオチンが糖新生、脂肪酸合成、アミノ酸代謝などに関与しているため、免疫やコラーゲン合成の低下を起こし、脂漏性湿疹や脱毛のような皮膚症状、感染症、神経炎が起こる。

### 過剰摂取による影響
過剰摂取しても尿中に排泄されるため、過敏症はないとされる。日本人の食事摂取基準(2015)ではビオチンの上限量の設定はなく、十分なデータがなく200mgといった大量の投与でも健康を害した報告がないため。
ビオチンの大量摂取によって、甲状腺ホルモンの検査方法に干渉し、実際には甲状腺に異常がないのに甲状腺機能亢進症と判断される検査値がでる事がある。服用をやめると、検査値は正常化する。こうした検査には申告する必要がある。検査キットには5mg（すなわち5000μg）では8時間経過してから検査を実施と書いてある製品もある。100-300mgでは3日経過する必要がある。

### 動物実験
ビオチン欠乏では、動物実験で、妊娠中の母体の胎児に、形態異常が起こる。マウスで口蓋裂、小顎症、鶏では孵化の低下や身体の異常、哺乳動物では頭部や四肢の形態の異常。またビオチン欠乏ラットで、インスリンの分泌能力が極めて低下した。糖尿病モデルのラットでビオチンの投与で血糖値を低下させ改善する。
大量投与では、哺乳動物での動物実験で、妊娠中では、胎児の吸収による妊娠初期の胚死亡や、卵巣の萎縮が報告されている。

## ビオチン代謝異常症
先天性と栄養性があり、ビオチン代謝異常症と総称され、日本では合計100人以下と考えられる。脱毛、感染症が合併しやすい。

### 先天性ビオチン欠乏症
先天性の原因には、ビオチニダーゼ欠損症とホロカルボキシラーゼ合成酵素欠損症、ビオチントランスポーター欠損症（ビオチン輸送担体欠損症）がある。いずれも遺伝子疾患でビオチンの補給を継続すれば良好な経過をたどる。札幌市では、痙攣や意識障害を起こした新生児に検査を行っている。
ビオチニダーゼ欠損症では、ビオチニダーゼの作用が利用できず、による食品からのビオチンを遊離させ吸収できるようにしたり、タンパク質と結合したビオチンを遊離させて再利用できない。ビオチニダーゼ欠損症では、乳児期に痙攣や筋緊張の低下で気づかれる。難聴が起こることがある。日に5mg-10mgを補給するが、多くの症例ではより少なくて済む。
ホロカルボキシラーゼ合成酵素欠損症では、ビオチンをアポカルボキシラーゼに結合させ、ホロカルボキシラーゼとする酵素であり、生後に重篤なアシドーシスの症状を呈して明らかとなる。重症となりやすく尿への有機酸の排泄が特徴的で、皮膚炎もある。これまでの全症例でビオチン大量投与が有効で、研究からホロカルボキシラーゼ合成酵素の活性が約100分の1と推定され、大量投与することで活性上昇できると考えられている。変異酵素の型によって、毎日10mg、あるいは40mg投与される。多くて100mg。
ビオチン輸送担体欠損症でも多量にビオチンを補給する。

### 栄養性ビオチン欠乏症
栄養性ビオチン欠乏症では、食物アレルギー治療用のペプチドミルク等の長期摂取が特に問題とされる原因となる。栄養性ビオチン欠乏症は、皮膚炎、尿への有機酸排泄で気づかれる。
特殊ミルクは、様々な疾患用に調整された調製粉乳（とりわけ牛乳アレルギー用）だが、日本では欧米と異なり大部分の調整乳が、国連と世界保健機関によるCODEXの推奨量 1.5μg を満たしていなかった。皮膚症状は約9割に起こり、低体重や発達遅滞は2割未満にみられた。
ビオチン添加の法規制があったため日本でのみ見られる事態で、ビオチン添加の必要性が10年以上叫ばれ、2014年には意見書が提出された。2014年より、法律上は母乳代替製品に対するビオチン添加が可能となったが、カルニチンやセレンが足りていない製品も多く、注意が必要となる。

## 疾病とビオチン
利用できる科学的証拠は乏しい一方で、ビオチンは髪や爪の問題に人気のサプリメントとなっており医師も使用を推奨することがある。

### 皮膚とビオチン
アトピー性皮膚炎の患者の中にビオチニダーゼの活性が低い人が3-4%含まれており、ビオチン濃度も健常者より著しく低いことがあり、1日5mgのビオチンの投与で湿疹が消えることがある。ビオチンが欠乏した4人（5mg）の症例報告は存在するが、ビオチンが正常な人ではデータは乏しい。
爪の脆さの治療では数人規模の研究が複数ある。爪の脆さの改善に対しては、ランダム化比較試験による検証が必要となる。2018年のシステマティックレビューでは、多くは先天性の欠乏症だが毛髪の状態（主に脱毛症）がビオチンによって改善されているという小さな研究がいくつもあり、ランダム化比較試験による検証が必要となる。例えばバルプロ酸使用者と健康な人で、ビオチン血中濃度とビオチニダーゼの活性は正常な範囲で違いもなかったが、バルプロ酸使用者で脱毛症が見られた人々に1日10mgのビオチンを服用させたところ3か月以内に脱毛症はなくなった。

### 糖尿病とビオチン
糖尿病では、血糖値を改善した・しなかったという両方の研究結果がある。
掌蹠膿疱症性骨関節炎（また掌蹠膿疱症）では、血清ビオチン濃度が健康な人の半分で、しばしば糖尿病を合併しているが、ビオチンの投与（1日9mg）によって皮疹が改善し血糖値も低下する。血糖の調整に関与している可能性もあり調査が求められる。特に掌蹠膿疱症と乾癬に対するビオチン療法は、東北大学皮膚科の牧野好夫とその内科の前橋賢が共同研究してきたものであり、タレント（奈美悦子）の掌蹠膿疱症の治療で報道され注目を集めたこともある。

### 免疫不全症とビオチン
多発性硬化症に対しての13名でのランダム化比較試験で、1日100mg(10,0000μg)3回摂取し偽薬と比較して有効であった。